# Mecistes
Mecistes là một chi bọ cánh cứng trong họ Chrysomelidae.
Chi này được miêu tả khoa học năm 1874 bởi Chapuis.

## Các loài
Chi này gồm các loài:
- Mecistes saudica Medvedev, 1997